# Khadda
Khadda é uma cidade e uma nagar panchayat no distrito de Kushinagar, no estado indiano de Uttar Pradesh.

## Demografia
Segundo o censo de 2001, Khadda tinha uma população de 14,332 habitantes. Os indivíduos do sexo masculino constituem 53% da população e os do sexo feminino 47%. Khadda tem uma taxa de literacia de 52%, inferior à média nacional de 59.5%: a literacia no sexo masculino é de 63% e no sexo feminino é de 41%. Em Khadda, 17% da população está abaixo dos 6 anos de idade.